# Nikolai Mašitšev
Nikolai Mašitšev (né le 5 décembre 1988 à Tallinn en RSS d'Estonie) est un footballeur estonien.

## Palmarès
- Championnat d'Estonie de football : 2005
- Coupe d'Estonie de football : 2006